# Marja Middeldorp
Marja Middeldorp (Den Haag, 1956) is een Nederlands televisiepresentatrice, columnist en auteur. Ze presenteerde onder meer samen met haar moeder Liny van Oyen het programma Hoe schoon is jouw huis. Sinds oktober 2011 zit ze in de jury van het programma Het Beste Idee van Nederland.

## Levensloop

### Jongere jaren
Middeldorp groeide op in Den Haag. Ze deed het atheneum A en volgde daarna de opleiding makelaardij. Hierna was ze vanaf 1977 assistent van baggerwerken in Saoedi-Arabië en Abu Dhabi. Vanaf 1991 was ze bij Area Manager in buitendienst voor een bank en "content uitzendbureau". Hierna had ze haar eigen bedrijf DP International.

### Tv-carrière
Middeldorp kreeg 2003 landelijke bekendheid als presentatrice van het tv-programma Hoe schoon is jouw huis. Vanaf 2006 doet ze religieuze activiteiten voor programma's als "Hour of Power" en voor de omroep EO en is sindsdien ook columnist voor vakblad Supermarkt, weekblad Privé, Hour of Power en programmagids Troskompas (vanaf 2012).

## Tv-programma's
- Hoe schoon is jouw huis (2003)
- Ik Stem Niet (2007)
- De Schoonmaak Diva van Nederland (2008)
- Het Beste Idee van Nederland (2011)
- De Allerslechtste Echtgenoot van Nederland (2012)